# S.S.D. Città di Campobasso

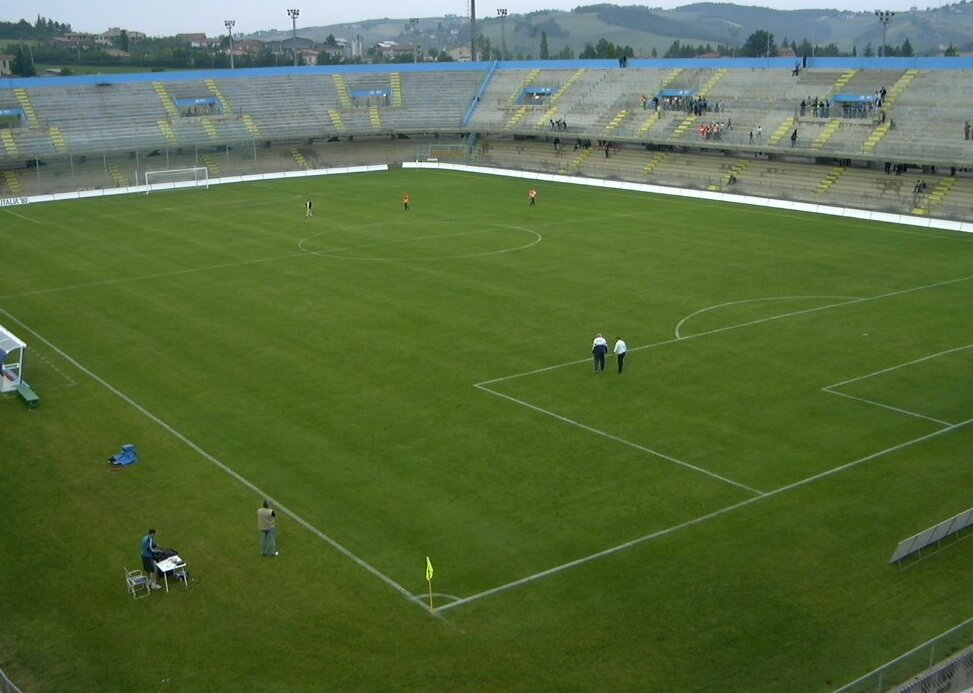
Sân vận động Nuovo Romagnoli, Campobasso

Società Sportiva Dilettantistica Città di Campobasso là một câu lạc bộ bóng đá Ý đến từ Campobasso, Molise.
Câu lạc bộ hiện tại đã được thành lập lại vào năm 2013 để đại diện cho thành phố Campobasso sau khi hủy bỏ Polisportiva Nuovo Campobasso Calcio. Biệt danh của câu lạc bộ là lupi (tiếng Ý có nghĩa là "những con sói") dựa trên logo câu lạc bộ chính thức và lịch sử, và họ chơi các trận đấu trên sân nhà của họ tại Stadio Nuovo Romagnoli.

## Lịch sử
Câu lạc bộ bóng đá đầu tiên ở Campobasso được thành lập vào năm 1919 dưới tên gọi của Socà Sportiva Campobasso, và đã thăng hạng lần đầu tiên của họ tới Serie C vào năm 1975. Sau ba mùa giải ở Serie C, Campobasso được nhận vào Serie C1 sau khi giải đấu chia thành hai tầng khác nhau (Serie C1 và Serie C2); họ chơi Serie C1 cho đến 1981-82, khi Campobasso, nhờ vị trí thứ hai trong bảng đấu cuối cùng, đã thăng hạng đầu tiên trong lịch sử lên Serie B.
Campobasso chơi ở cấp độ Serie B trong năm mùa liên tiếp, kết quả tốt nhất là vào năm 1983-84 (vị trí thứ bảy); họ cũng được hưởng một chiến thắng bất ngờ trên sân nhà 1-0 trong trận đấu với Juventus trong Coppa Italia vào ngày 13 tháng 2 năm 1985. Vào năm 1986, 8787, Campobasso đã xuống hạng sau khi thua trận play-off ba chiều trước Lazio và Taranto. Năm 1987-88 Campobasso giành được vị trí thứ tư trong bảng Serie C1 và tổ chức trận đấu Coppa Italia với AC Milan của Arrigo Sacchi. Tuy nhiên, câu lạc bộ đã trải qua hai lần xuống hạng liên tiếp vào năm 1988-89 và 1989-90, và hủy bỏ liên tiếp vì những rắc rối tài chính vào mùa hè năm 1990. Được giới thiệu là Câu lạc bộ bóng đá Campobasso, họ được nhận vào chơi Prima Categoria và trở lại Serie D vào năm 1993, nhưng một lần nữa bị giải thể vào năm 1996. Một sự hồi sinh khác, như Associazione Calcio Campobasso, đã xảy ra ngay sau đó, với câu lạc bộ mới gia nhập Eccellenza và trở lại Serie C2 vào năm 2000. Trong mùa giải Serie C2 đầu tiên của họ, Campobasso đã bỏ lỡ cơ hội thăng hạng ngay lập tức tới Serie C1 sau khi thất bại trong trận đấu thăng hạng dù có vị trí thứ hai trong mùa giải; tuy nhiên, mùa giải thành công này đã được theo sau bởi sự xuống hạng vào năm 2001-02 và một tuần sau là giải thể.
Năm 2003, Polisportiva Nuovo Campobasso Calcio được thành lập lại, thăng hạng lên Serie D hai năm sau đó. Năm 2009, họ được thăng hạng lên Lega Pro Seconda Divisione để lấp chỗ trống. Vào năm 2013, họ đã kết thúc thứ 11 ở bảng B, nhưng sau đó họ đã bị Lega Pro loại khỏi mùa giải 2013-14 do những thất bại về kinh tế. Theo các quy tắc của FIGC và mệnh lệnh của chủ tịch, đội lại bị giải thể một lần nữa. Nhưng vào tháng 8 năm 2013, một nhóm người hâm mộ tên Noi siamo il Campobasso (Chúng tôi là Campobasso), được điều hành bởi các doanh nhân, sau đó đã mua lại và thành lập câu lạc bộ là US Campobasso 1919 để cho phép câu lạc bộ mới thi đấu ở Eccellenza; họ đã tham gia tại giải đấu Molise (thăng hạng Serie D), Coppa Italia Eccellenza Molise và Coppa Italia Dilettanti   - hoàn thành một cú ăn ba độc đáo.
Vào ngày 26 tháng 6 năm 2014, câu lạc bộ được đổi tên thành SSD Città di Campobasso.

## Màu sắc và huy hiệu
Màu áo chính thức là xanh và đỏ.